# Józinek (powiat garwoliński)
Józinek – osada leśna w Polsce położona w województwie mazowieckim, w powiecie garwolińskim, w gminie Parysów.
W latach 1975–1998 miejscowość administracyjnie należała do województwa siedleckiego.